# Klaus Heetel
Klaus Heetel (* 2. Juni 1941) ist ein ehemaliger deutscher Fußballspieler, der 1966/67 mit der BSG Wismut Gera Erstligafußball spielte.

## Sportliche Laufbahn
Aus dem Nachwuchsbereich des SC Lokomotive Leipzig wechselte Klaus Heetel zur Saison 1963/64 zum zweitklassigen DDR-Ligisten Betriebssportgemeinschaft (BSG) Chemie Wolfen. Dort bestritt der 22-jährige Stürmer neun der 30 ausgetragenen Punktspiele und erzielte dabei drei Tore. Die BSG Chemie musste am Saisonende absteigen und Heetel wechselte zur BSG Wismut Gera, die ebenfalls in der DDR-Liga spielte. Dort erkämpfte sich Heetel einen Platz in der Stamm-Mannschaft mit 25 Punktspieleinsätzen und fünf Toren. In der Spielzeit 1965/66 gehörte er nicht zum Kader der 1. Mannschaft, die die Saison als Aufsteiger in die DDR-Oberliga abschloss. In der Saison 1966/67 erschien Heetel wieder im Aufgebot des Oberligisten. Seinen ersten Oberligaeinsatz hatte er am 4. Spieltag, danach gelang es ihm aber nicht, sich in die Stammelf zu spielen und kam am Saisonende bei 26 Runden nur auf acht Punktspieleinsätze, in denen er sowohl als Stürmer als auch im Mittelfeld eingesetzt wurde. Sein einziges Tor in diesen Spielen schoss er am letzten Spieltag beim Heimspiel gegen den 1. FC Lokomotive Leipzig, als er beim 2:1-Sieg den zwischenzeitlichen Ausgleich erzielte. Wismut Gera hielt sich nur eine Saison in der Oberliga. Von 1967 bis 1972 spielte Heetel weiter mit der BSG Wismut in der DDR-Liga, wo er bis 1971 ständiger Stammspieler mit 111 Einsätzen bei insgesamt 120 ausgetragenen Punktspielen war. Dabei kam er jedoch nur auf drei Tore. Im Alter von 30 Jahren begann Heetel 1971/72 seine letzte Saison in der 1. Mannschaft der BSG Wismut. In der erstmals nur 22 Runden dauernden Spielzeit kam er nur noch in zehn Partien zum Einsatz, ohne noch einmal zum Torerfolg zu kommen. Seine Fußballerlaufbahn ließ er anschließend in der 2. Mannschaft in der drittklassigen Bezirksliga ausklingen. Mit ihr wurde er 1973 Bezirksmeister.